# Файфер, Джеймс
Джеймс Томас «Джим» Файфер (англ. James Thomas "Jim" Fifer; 14 июля 1930, Такома, Вашингтон — 7 июня 1986, Сиэтл, Вашингтон) — американский гребец, выступавший за сборную США по академической гребле в 1950-х годах. Чемпион летних Олимпийских игр в Мельбурне, победитель и призёр регат национального значения.

## Биография
Джеймс Файфер родился 14 июля 1930 года в городе Такома, штат Вашингтон.
Занимался академической греблей во время учёбы в Стэнфордском университете, состоял в местной гребной команде «Стэнфорд Кардинал», неоднократно принимал участие в различных студенческих регатах.
В 1952 году вошёл в основной состав американской национальной сборной и благодаря череде удачных выступлений удостоился права защищать честь страны на летних Олимпийских играх в Хельсинки. Стартовал здесь в зачёте распашных рулевых двоек совместно с напарником Дювалем Хехтом и рулевым Джеймсом Беггсом, однако попасть в число призёров не смог — остановился на стадии полуфиналов.
Наивысшего успеха в гребле на взрослом международном уровне добился в сезоне 1956 года, когда вместе с Хехтом перешёл в безрульные двойки и одержал победу на олимпийской отборочной регате, обогнав олимпийских чемпионов в данной дисциплине Чака Прайса и Чарльза Логга — таким образом прошёл отбор на Олимпийские игры в Мельбурне. На сей раз они с Хехтом обошли всех своих соперников во всех заездах, в том числе в финале более чем на восемь секунд опередили ближайших преследователей из Советского Союза, и тем самым завоевали золотые олимпийские медали.
После мельбурнской Олимпиады Файфер больше не показывал сколько-нибудь значимых результатов в академической гребле на международной арене.
Умер 7 июня 1986 года в Сиэтле в возрасте 55 лет.